# Naam

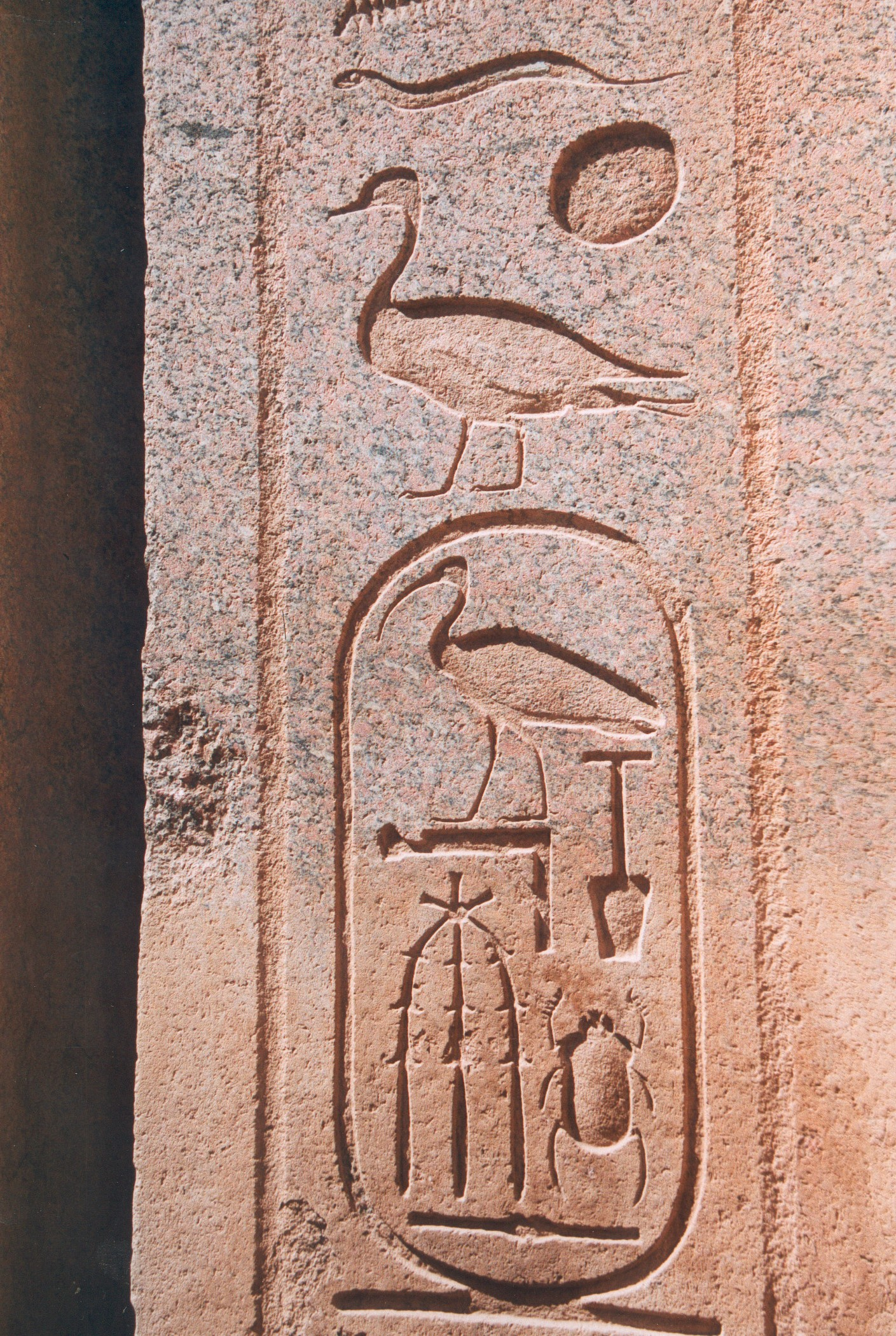
Een cartouche geeft aan dat de omkaderde Egyptische hiërogliefen een koninklijke naam zijn

Een naam is een woord of een combinatie van woorden waarmee personen, instellingen, dieren, planten en zaken op individueel niveau (eigennamen) of op basis van groepskenmerken (soortnamen) benoemd kunnen worden.
Bij Lloyd's of London  zijn Names ('namen') particuliere personen die een risico op zich nemen tegen premiebetaling.